# کشتار سربرنیتسا
کشتار سربرنیتسا یا نسل‌کشی سِربْرِنیتسا به قتل بیش از ۸٬۰۰۰ مرد و پسر از ساکنان بوسنیایی شهر مسلمان‌نشین سربرنیتسا (در بوسنی و هرزگوین امروزی) توسط ارتش جمهوری صرب بوسنی گفته می‌شود. این کشتار، بعد از جنگ جهانی دوم، بزرگ‌ترین نسل‌کشی در اروپا به‌شمار می‌آید.
پیش از این کشتار، سازمان ملل متحد سربرنیتسا را منطقهٔ «حفاظت‌شدهٔ امن» اعلام کرده‌بود. ۴۰۰ سرباز مسلح هلندی صلح‌بان که برای ایجاد امنیت در این منطقه مستقر شده بودند در جریان کشتار واکنشی نشان ندادند.

## منطقهٔ امن
در ۱۶ آوریل ۱۹۹۳، شورای امنیت سازمان ملل طی قطعنامهٔ ۸۱۹، سربرنیتسا را منطقهٔ امن اعلام کرد. قتل‌عام سربرنیتسا که از سوی سازمان ملل متحد به عنوان منطقهٔ امن اعلام شده بود انتقاداتی جدی را به این سازمان و ریاست وقت آن، کوفی عنان متوجه ساخت.
صرب‌ها اندکی پیش از پایان جنگ بوسنی سربرنیتسا را محاصره کردند و از ۱۳ ژوئیهٔ ۱۹۹۵، طی کمتر از یک هفته حدود ۸٬۰۰۰ تن را قتل‌عام کردند.

## کشف اجساد
اجساد بسیاری از کشته‌شدگان از درون گورهای جمعی اطراف سربرنیتسا کشف و پس از شناسایی توسط آزمایش دی‌ان‌ای خاکسپاری شده‌اند.

## متهمان
رادووان کاراجیچ رئیس‌جمهوری پیشین جمهوری صرب بوسنی و راتکو ملادیچ فرماندهٔ پیشین ارتش صربستان، عاملان اصلی این جنایت شناخته شدند. کاراجیچ و ملادیچ به ترتیب در ۲۱ ژوئیهٔ ۲۰۰۸ در بلگراد و ۲۶ مهٔ ۲۰۱۱ در لازاروو دستگیر شدند. در سال ۲۰۱۰ پارلمان صربستان بابت قتل‌عام سربرنیتسا عذرخواهی کرد.

### دولت هلند
در ژوئیهٔ ۲۰۱۴ دادگاهی در هلند حکم داد که مسئولیت حقوقی قتل بیش از ۳۰۰ مرد و کودک مسلمان بوسنیایی در شهر سربرنیتسا به دست صرب‌ها در سال ۱۹۹۵ بر عهدهٔ دولت هلند است. این افراد بخشی از ۵٬۰۰۰ نفر مسلمان بوسنیایی بودند که در ماه ژوئیهٔ همان سال به سربازان حافظ صلح هلندی پناه آورده بودند. دادگاه هلندی در لاهه، گفت که نیروی حافظ صلح هلندی برای حمایت و حفاظت از مسلمانان بوسنیایی اقدام نکرد، در حالی که باید می‌دانست که خطر نسل‌کشی مسلمانان وجود دارد. سربازان هلندی این افراد را به صرب‌ها تحویل دادند. به گفته دادگاه، ارتش باید می‌دانست که آن‌ها در صورت تحویل داده شدن به صرب‌ها کشته خواهند شد. دولت هلند به پرداخت خسارت به خانواده‌های این قربانیان محکوم شد.
دادگاه، دولت هلند را در رابطه با کشتار بیش از ۷٬۰۰۰ نفر مسلمان دیگر که در اطراف پایگاه نظامی سربازان هلندی در سربرنیتسا پناه گرفته بودند، مسئول ندانست؛ چون آن‌ها به داخل مقر سربازان هلندی پناه نیاوردند، بلکه برای فرار از صرب‌ها، به مناطق جنگلی اطراف آن فرار کردند.
روسیه هم‌چنین با به‌کارگیری حق وِتو مانع از تصویب قطعنامه‌ای در شواری امنیت سازمان ملل شد که بر مبنای آن این رخداد به عنوان یک نسل‌کشی توصیف شود.